# Pilot-Konditionierungsanlage Gorleben

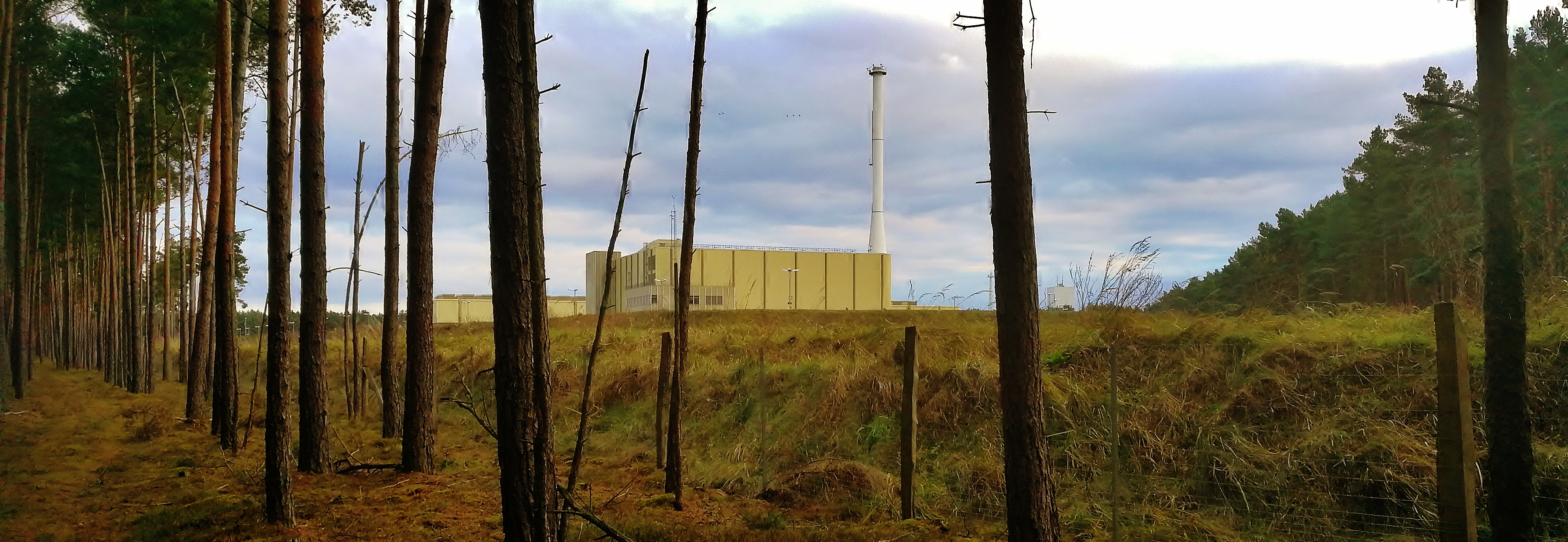
Pilot-Konditionierungsanlage Gorleben, 2018

Die Pilot-Konditionierungsanlage (PKA) in Gorleben ist eine Mehrzweckanlage, die in erster Linie zur Konditionierung abgebrannter Brennelemente im Hinblick auf deren Endlagerung dient. In der PKA sollen die Verpackungsverfahren für Brennelemente und radioaktive Abfälle entwickelt und optimiert werden. Sie ist damit ein wesentlicher Baustein des Entsorgungsweges der direkten Endlagerung. Dieser Entsorgungsweg, bei dem keine Wiederaufarbeitung der Brennelemente stattfindet, sollte ab 2005 laut Atomgesetz der einzige zulässige Weg sein.

## Geschichte

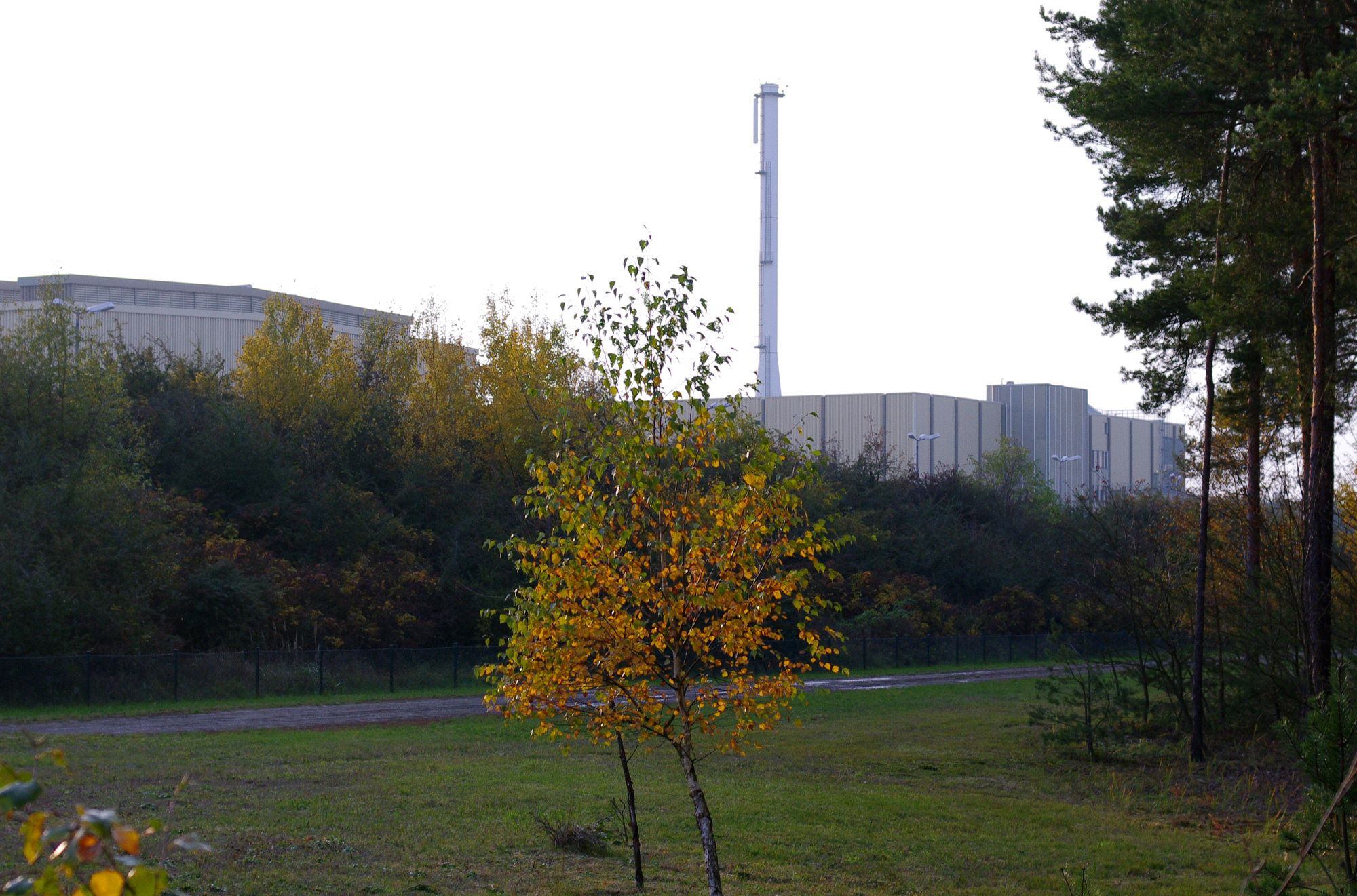
Teile der Pilot-Konditionierungsanlage (rechts) sowie der Halle des Brennelemente-Zwischenlagers Gorleben (links)

### Planung und Bau
Die Planung und Errichtung der Pilot-Konditionierungsanlage (PKA) Gorleben begann im Jahr 1986, als die Deutsche Gesellschaft für Wiederaufarbeitung von Kernbrennstoffen (DWK) eine Genehmigung nach § 7 des Atomgesetzes (AtG) beantragte. Ziel war der Bau und Betrieb einer Anlage zur Vorbehandlung, Konditionierung und Verpackung radioaktiver Reststoffe. Die Gesellschaft für Nuklear-Service mbH (GNS) übernahm im Jahr 1990 die Verantwortung für die Zwischenlager Gorleben und Zwischenlager Ahaus sowie den DWK-Anteil an der Deutschen Gesellschaft zum Bau und Betrieb von Endlagern für Abfallstoffe (DBE). Damit wurde sie zu einem zentralen Unternehmen für die Vorbehandlung, Konditionierung und Verpackung radioaktiver Abfälle. Die PKA wurde als Mehrzweckanlage konzipiert, um verschiedene Arten abgebrannter Brennelemente sowie radioaktive Abfälle für die direkte Endlagerung zu behandeln. Geplant war ein Jahresdurchsatz von 35 Tonnen Schwermetall.
Die Bauarbeiten an der PKA begannen im Februar 1990 und wurden von erheblichen Protesten der Anti-Atomkraft-Bewegung begleitet, darunter Platzbesetzungen, der Aufbau eines Hüttendorfs und zahlreiche Demonstrationen. Zur Sicherung der Baustelle wurden bis zu 2.000 Polizeikräfte eingesetzt. Die Proteste führten zu Verzögerungen im Genehmigungsverfahren und einer Schadenersatzklage der GNS gegen das Land Niedersachsen. Der Rechtsstreit endete 1997 mit einer Vereinbarung, in der sich das Niedersächsische Umweltministerium verpflichtete, das Projekt konstruktiv zu unterstützen. Im Dezember 2000 wurde das Genehmigungsverfahren mit der Erteilung der dritten Teilerrichtungsgenehmigung abgeschlossen.
Die Baukosten für die PKA beliefen sich auf rund 800 Millionen Deutsche Mark, die jährlichen Unterhaltungskosten liegen laut Betreiberfirma bei etwa sechs Millionen Euro.

### Status der Anlage
Die PKA besteht zurzeit aus Konditionierungsgebäude, Stromversorgungsgebäude, Versorgungsgebäude für die Versorgung mit Medien sowie zugehörigen Infrastruktureinrichtungen. Aufgrund der Verzögerungen bei der Endlagererkundung soll der eigentliche Betrieb der genehmigten und noch nicht funktionsbereiten Konditionierungsanlage erst dann getestet werden, wenn sich der für die Endlagerung verantwortliche Bund für einen definitiven Endlagerstandort entschieden hat. Daher ist die Nutzung der Anlage vorerst auf die Reparatur schadhafter Behälter beschränkt. „Die Gesamtanlage der PKA wird durch ein Instandhaltungsmanagement (Alterungsmanagement) auf dem Stand von Wissenschaft und Technik gehalten. Es sind nur die Systeme vollständig betriebsbereit, die zur Annahme eines schadhaften Behälters benötigt werden. Die anderen Systeme sind für den aktiven Betrieb abgemeldet.“
Nach einem Wechsel des Betreibers ist seit dem 1. August 2017 die BGZ Gesellschaft für Zwischenlagerung mbH neue Betreiberin der Anlage.

## Aufgaben der PKA
Die Aufgaben der PKA sind:
- die Konditionierung von Brennelementen
- das Umladen von Brennelementen und Abfallgebinden
- die Konditionierung von radioaktiven Abfällen
- die Durchführung von Servicearbeiten an Transport- und Lagerbehältern und Abfallgebinden.

Unter der Konditionierung von Brennelementen ist hier das Verpacken in endlagerfähige Behälter zu verstehen. Zwei Varianten werden dabei in Betracht gezogen:
1. Konditionierung von Brennelementen in POLLUX-Behälter (Referenzkonzept)
2. Konditionierung von Brennelementen in Brennstabkokillen (Option)

Bei beiden Varianten werden zunächst die Kopf- und Fußstücke der Brennelemente abgetrennt und die Brennstäbe aus den Brennelementen gezogen.

### Konzept POLLUX-Behälter
Beim POLLUX-Konzept werden die gezogenen Brennstäbe anschließend in Büchsen eingebracht. Der POLLUX-Behälter kann die Brennstäbe von bis zu 10 DWR- oder bis zu 30 SWR-Brennelementen aufnehmen. Er besteht aus einem Innenbehälter, der die Büchsen mit den Brennstäben aufnimmt und mit einem verschraubten Primär- und einem verschweißten Sekundärdeckel verschlossen ist. Ein äußerer Abschirmbehälter aus Gusseisen bewirkt eine zusätzliche Reduzierung der Gamma- und der Neutronendosisleistung.

### Konzept Brennstabkokille
Das Konzept der Brennstabkokille ist eine neuere Entwicklung als Alternative zum POLLUX-Behälter. Eine Brennstabkokille kann die Brennstäbe von bis zu 3 DWR- oder bis zu 9 SWR-Brennelementen aufnehmen. Die Brennstabkokillen haben denselben Außendurchmesser wie die HAW-Glaskokillen. Dies erleichtert die Handhabungs- und Lagertechniken im Endlager. Ein weiterer Vorteil besteht darin, dass Kokillen mit unterschiedlichen Wärmeleistungen in einem Endlagerbohrloch gemischt werden können, so dass die Wärmeverteilung entsprechend gesteuert werden kann.

## Zwischenfälle
Mit Stand vom 31. Dezember 2023 gab es in der Pilotkonditionierungsanlage zwei meldepflichtige Ereignisse gemäß Atomrechtlicher Sicherheitsbeauftragten- und Meldeverordnung.